# Феррари, Алекс (футболист)
Алекс Феррари (итал. Alex Ferrari; родился 1 июля 1994 года, Модена, Италия) — итальянский футболист, защитник клуба «Сампдория».

## Клубная карьера
Феррари — воспитанник клуба «Болонья». В 2013 году Алекс был включён в заявку основной команды. 3 декабря в матче Кубка Италии против «Сиены» он дебютировал за основу. В начале 2014 года для получения игровой практики Феррари на правах аренды перешёл в «Кротоне». 5 апреля в матче против «Новары» он дебютировал в Серии B. После окончания аренды Алекс вернулся в «Болонью» и помог ей вернуться в элиту. 22 августа 2015 года в матче против «Лацио» он дебютировал в итальянской Серии A.
В начале 2017 года Феррари переподписал контракт с «Болоньей» на четыре в половиной года и был отдан в аренду в «Эллас Верона». 20 февраля в матче против СПАЛа он дебютировал за новый клуб. По итогам сезона Алекс помог клубу выйти в элиту.
18 марта 2021 года подписал новый контракт с «Сампдорией», рассчитанный до 30 июня 2025 года.

## Международная карьера
В 2017 году в составе молодёжной сборной Италии Феррари принял участие в молодёжном чемпионата Европы в Польше. На турнире он сыграл в матче против команды Чехии.